# Forteresse de Sansepolcro
La forteresse de Sansepolcro (en italien : Fortezza di Sansepolcro), est une fortification bastionnée de style Renaissance aussi connue sous le nom de Fortezza Medicea (« forteresse médicéenne ») située dans la commune de Sansepolcro dans la province d'Arezzo en Toscane,.
Elle a été réalisée par l'architecte Giuliano da Sangallo au début du XVIe siècle à la demande de la maison de Médicis.

## Historique
L'architecte a travaillé en incorporant la forteresse à la structure un village fortifié construit au XIVe siècle par la famille Malatesta autour d'un donjon médiéval, la Rocca di Sant'Angelo, lui-même construit sur les vestiges d'une tour romaine.
Giuliano da Sangallo fut chargé de la construction de la Forteresse vers 1500 par la république de Florence. Comme le montrent les photos aériennes, la forteresse est située dans un coin des remparts de la ville : elle a une forme presque carrée, avec quatre pointes de différentes tailles aux angles qui, avec leur forme typique en « cœur », identifient le modus opérandi de Sangallo, celui du tracé à l'italienne.
Cependant, la structure a été construite sur une structure préexistante et n'est donc qu'en partie l'œuvre de Giuliano da Sangallo : il s'agit en fait d'une construction qui s'est progressivement stratifiée au fil du temps, surtout pour s'adapter aux nouvelles exigences militaires et techniques plus avancées. Autour de la fortification, il y avait un grand fossé qui isolait complètement la forteresse de la ville et qui a été en grande partie comblé.

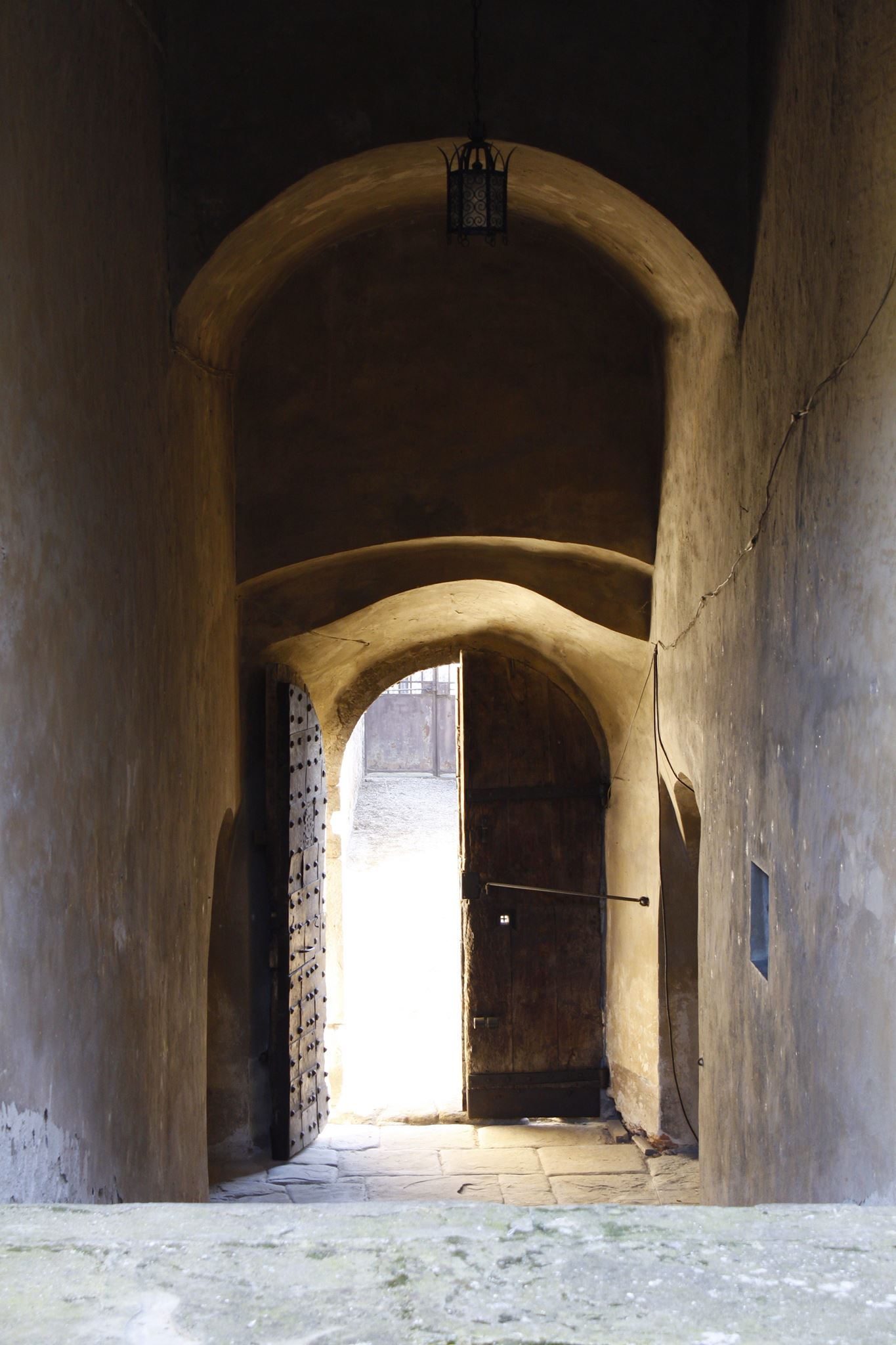
Porte intérieure de la forteresse.

Il y a trois portes à la forteresse, dont une piétonne, une carrossable et une inutilisable. En entrant par la première porte, on se rend immédiatement compte que le niveau intérieur est plus de 2 mètres plus haut que le revêtement extérieur de la route, comme si la partie intérieure de la forteresse avait été remplie de terre.
La porte cochère n'a aucune correspondance dans le passé et a probablement été construite au milieu du XIXe siècle, lorsque la forteresse fut transformée en grande ferme agricole. 
Enfin, la troisième porte est peut-être la plus intéressante, cachée derrière la grande entretoise de San Leo : elle était certainement équipée d'un pont-levis et semble antérieure à la construction de la fortification. À l'intérieur de l'enceinte principale de la ville, il existe aussi une porte intérieure d'âge médiévale.
Jusqu'à la première moitié du XVIIIe siècle, la forteresse ne subit pas de changements majeurs lorsque, sous la maison de Lorraine, ses armements furent démantelés et transportés à Florence, à la forteresse de Basso. En 1754, la structure militaire qui n'était plus nécessaire à la défense fut concédée à Francesco Alberti, administrateur de la Forteresse elle-même. En 1842, la concession passa aux Collacchioni, une famille noble qui possédait également diverses possessions à Pieve Santo Stefano, qui utilisait et transformait les différents environnements en utilisation agricole pour leur ferme. En 1904, Marco Collacchioni libéra la forteresse, par une résolution municipale, elle devint un bien privé. Entre-temps, il y a eu également une préemption, mais le royaume italien d'alors a décidé de ne pas acheter les lieux. En 1916, Collacchioni vendit finalement la propriété à la famille Tosi, l'actuel propriétaire.

## Les quatre bastions

### Santa Maria
Le bastion de Santa Maria est tourné vers la ville et est peut-être l'un des plus beaux, il n'est que partiellement visible car les douves de devant ont été remplies de terre. La jambe de force est clairement visible et d'un grand intérêt ce qui fut une invention technique très importante de l'architecte, et la meurtrière rasante peu visible pour l'ennemi attaquant  très efficace. Les canonnières étaient alors disposées sur deux niveaux différents à l'intérieur. Les différentes canonnières étaient reliées entre elles par des couloirs stratégiques qui parcouraient tout le tour de la forteresse.
En plus d'accélérer les mouvements internes des piétons, ces liaisons remplissaient une fonction indispensable, étant en même temps des tunnels de contre-minage, une technique de défense militaire inventée par Sangallo lui-même, véritable expérimentateur dans ce domaine. Sur les côtés de la jambe de force, un trou rond avec une fente verticale correspondante est bien visible : le premier servait à positionner la petite artillerie, tandis que la fente verticale servait à viser.
Mais la structure des murs et du support révèle également un autre point important : si la partie inférieure du mur est certainement l'œuvre de Sangallo, la partie supérieure au niveau des canons est certainement postérieure, étant donné que les techniques d'attaque et donc de défense avait changé et il fallait donc s'adapter rapidement aux constructions militaires chargées de la défense d'une ville.

### San Leo

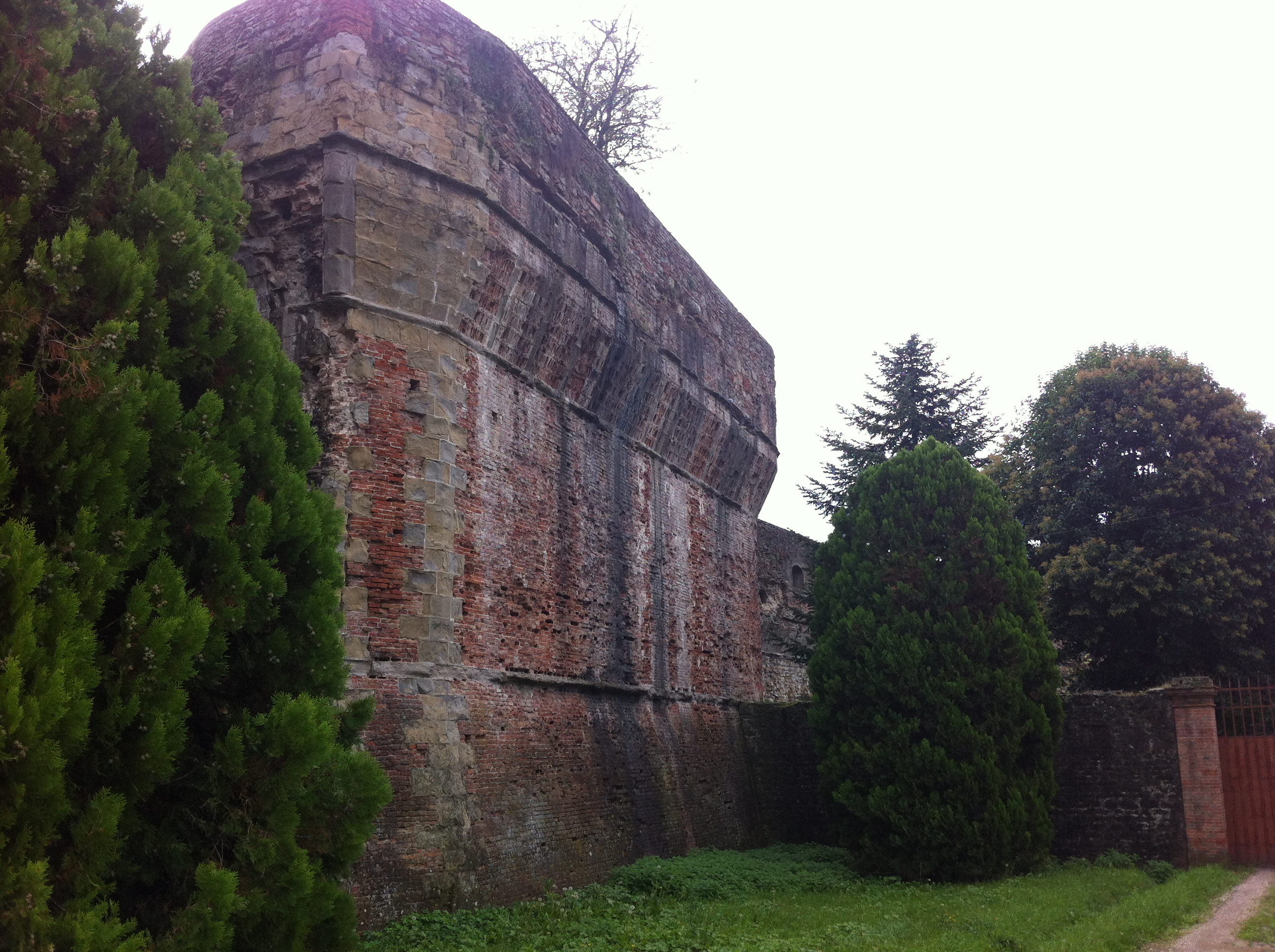
Bastion San Leo.

La jambe de force San Leo est sans aucun doute l'une des plus intéressantes et permet de bien comprendre la structure interne des autres : en effet, au centre, bien visible depuis un plan aérien, il y a un grand trou circulaire qui traverse verticalement toute la structure. Ce trou n'est rien d'autre qu'une cheminée pour les fumées de l'artillerie qui y étaient positionnées aux différents étages. Compte tenu de la taille de la cheminée, les canons devaient également avoir un gros calibre, solution probablement adoptée dans la période postérieure à l'intervention de Sangallo.

### San Casciano
C'est sans aucun doute l'un des plus beaux, avec également la forme de cœur caractéristique typique de Sangallo ; la partie supérieure était presque entièrement recouverte par un toit. Sa canonnière donne une idée de la perfection technique et stylistique de Sangallo qui, puisqu'il opérait dans ce cas hors des murs de la ville, se trouvait évidemment dans une situation beaucoup plus exposée aux attaques ennemies et c'est ainsi qu'il a conçu et a créé ici une nouvelle forme interne des canonnières, qui a ensuite été adoptée. En bref, tout ce qui a été créé par Sangallo était non seulement d'une excellente finition, mais d'une grande efficacité fonctionnelle.

### Belvédère

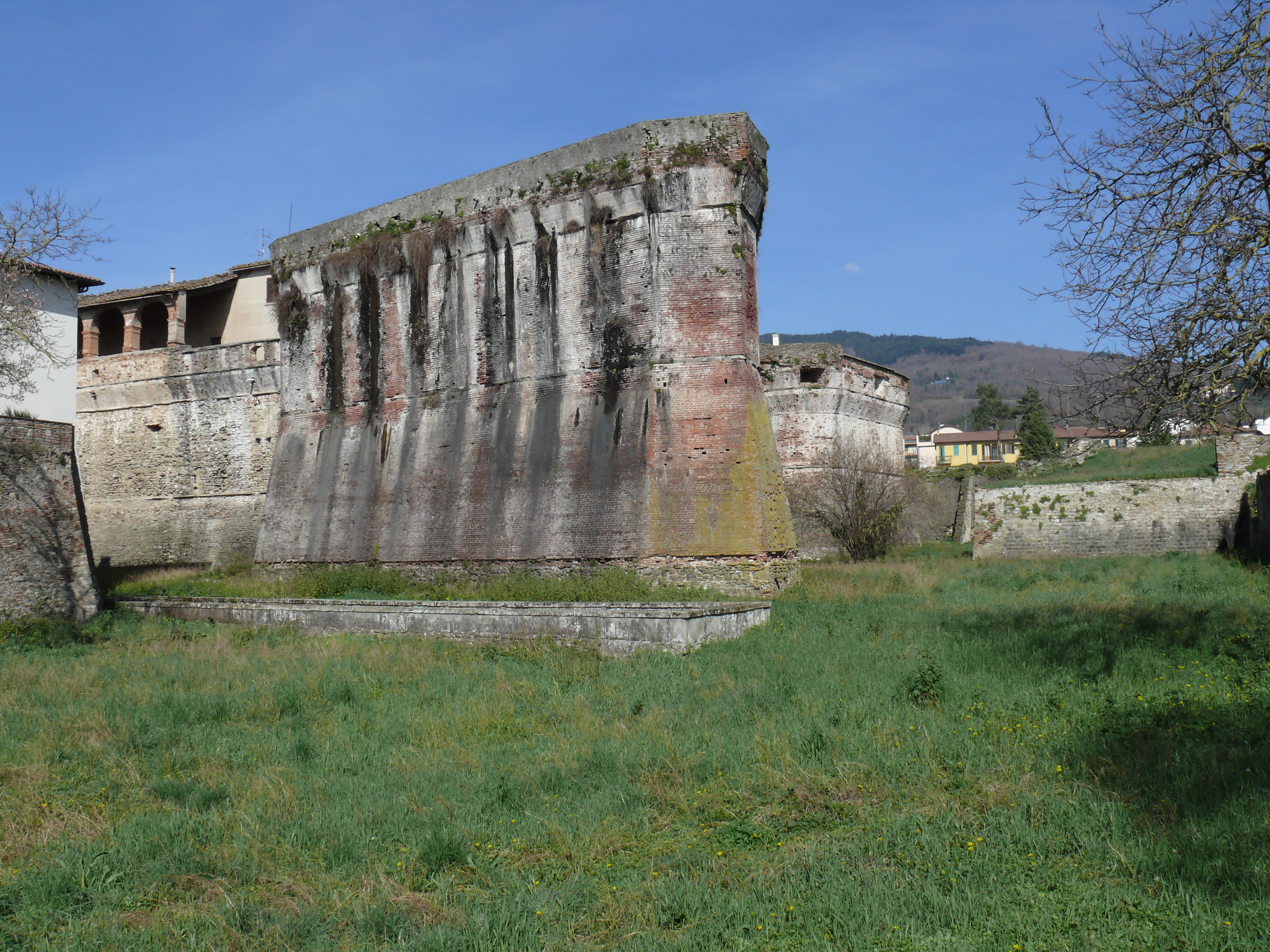
Jambe de force du belvédère.

C'est le plus grand des quatre et il a une structure très différente des autres, avec des proportions beaucoup plus grandes. De la partie la plus haute, qui est une terrasse panoramique, on peut dominer toute la ville de Sansepolcro et toute la vallée en face.
Les grandes dimensions, qui déplacent en quelque sorte toute la structure de ce côté, suggèrent qu'il s'agit d'une intervention postérieure à celle de Sangallo. Les bouches des canonnières externes sont également très grandes et cet élément supplémentaire suggère qu'il s'agit d'une intervention ultérieure, précisément en considération des besoins défensifs renouvelés qui, pour s'adapter aux nouvelles techniques d'assaut, imposèrent de nouvelles solutions de défense.

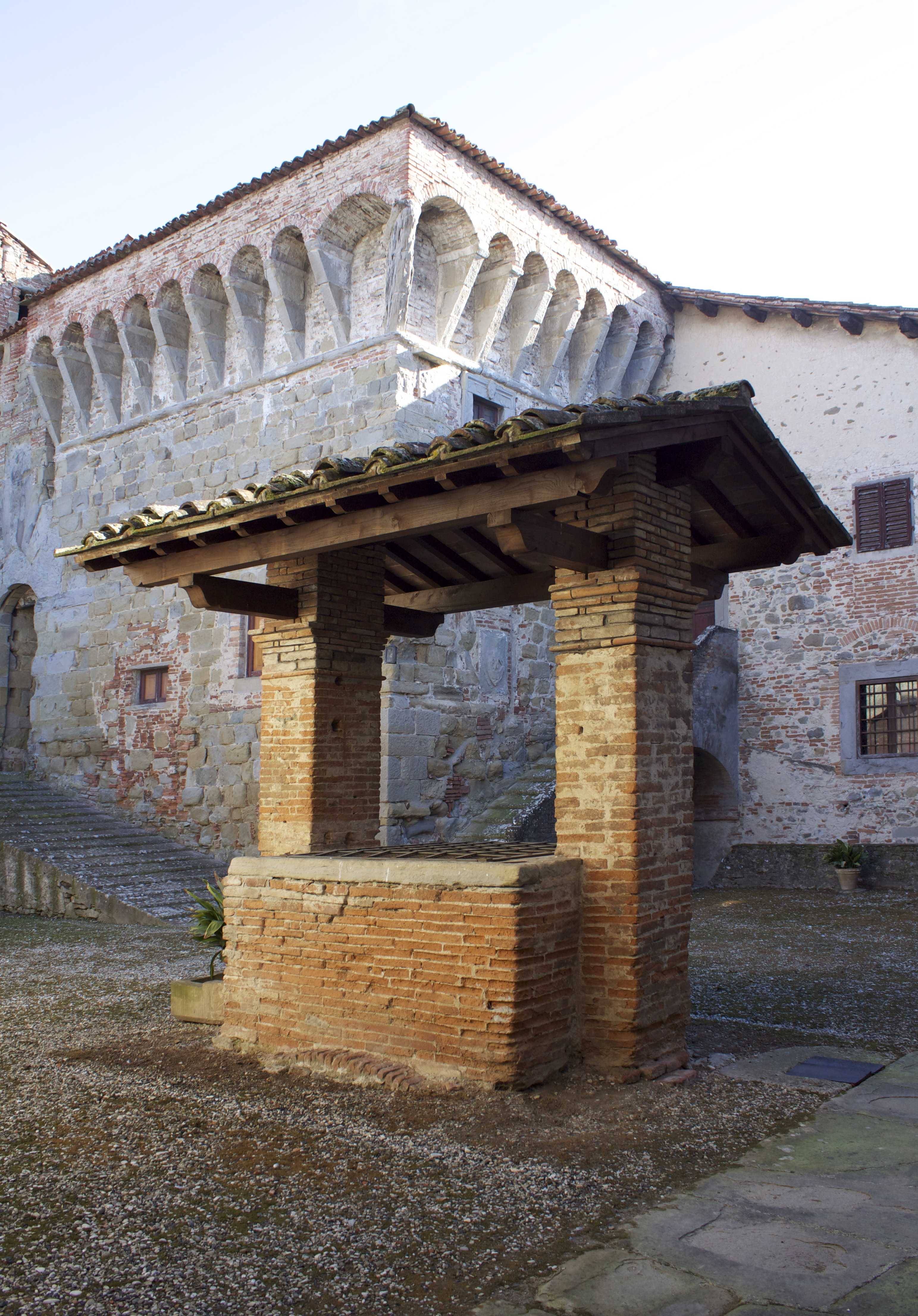
Puits dans la cour intérieure de la forteresse.

Il faut rappeler que Sansepolcro représentait la frontière extrême du grand-duché de Toscane, limitrophe au sud des États pontificaux qui, à cette époque, avait dans son pontificat un pape de la famille Médicis. Cela signifie que ce réaménagement était dû à des raisons contingentes qui n'exigeaient cependant pas d'urgence une nouvelle construction, mais plutôt une réadaptation d'une construction préexistante. La seule structure qui n'a pas reçu de modifications substantielles est celle de Santa Maria, qui, étant située à l'intérieur de la ville et des remparts, avait moins de besoins défensifs. Le support du belvédère était en revanche en position frontale par rapport à la vaste plaine en face et était donc également exposé aux tirs d'enfilade de toute artillerie ennemie ; c'est aussi pour cette raison qu'il était protégé par un énorme ravelin.
Ce grand ravelin, qui protégeait tout le périmètre extérieur de la structure, a subi une réduction drastique au cours des dernières décennies, lorsqu'il a été décidé par l'administration municipale de l'époque de faire passer ici la route nationale (Via Tiberina) qui devait en direction du sud. Cela a entraîné la destruction d’une grande partie de cet objet de valeur, sans tenir compte de sa valeur architecturale et historique.

## L'intérieur de la forteresse

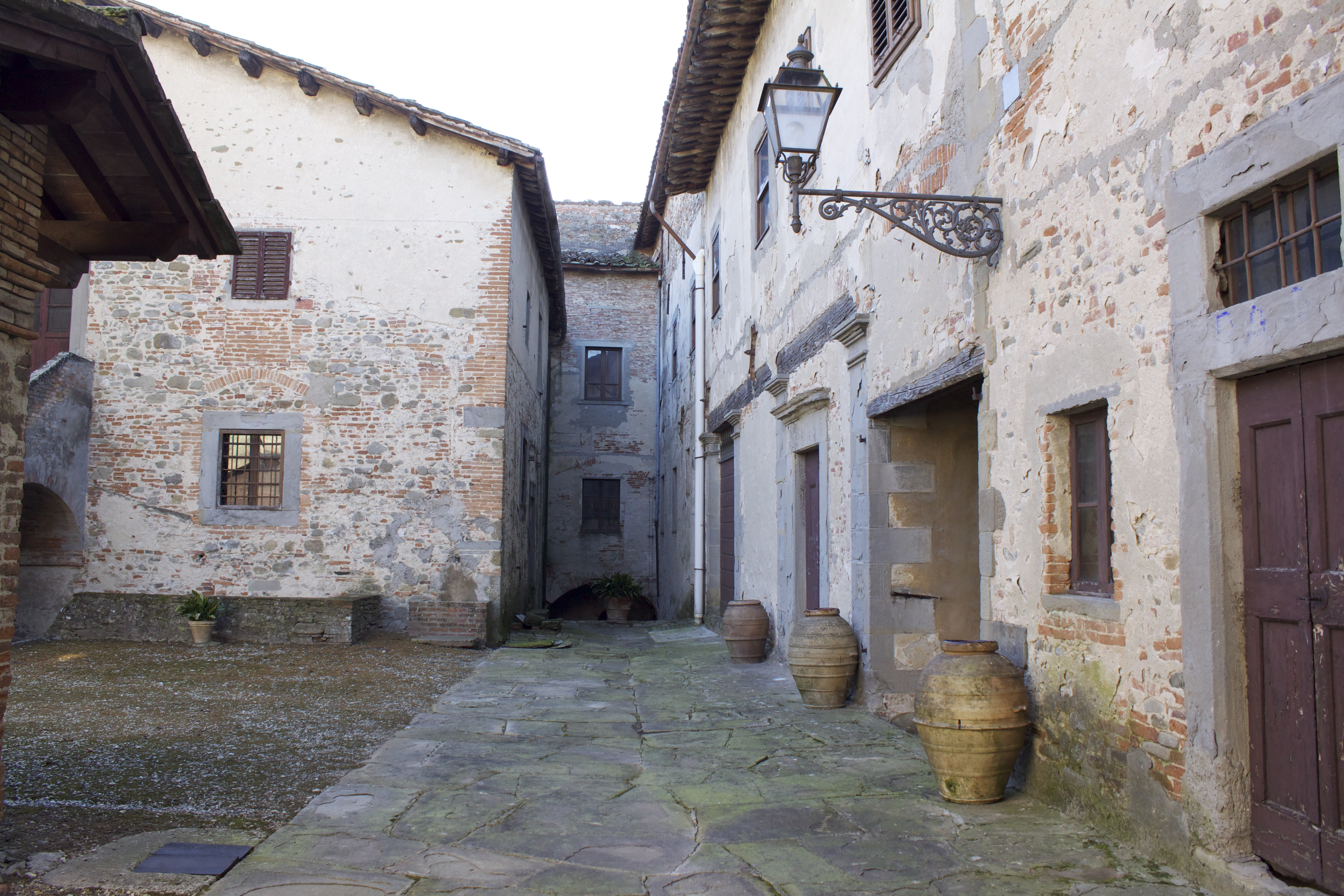
Cour intérieure.

À l'intérieur, la forteresse de Sansepolcro possède une charmante cour avec un puits très profond au centre.
Depuis cette petite place, cachée aux regards extérieurs, on a l'impression d'être à l'intérieur d'un petit village autosuffisant, une ville miniature capable de s'autosuffire, justement pour résister aux attaques et aux sièges ennemis.
La forteresse de Sansepolcro, étant une propriété privée, est aujourd'hui fermée au public, mais à l'intérieur le temps semble s'être arrêté et tout est resté tel qu'il était, grâce également aux interventions d'entretien que les propriétaires effectuent eux-mêmes lorsque cela est nécessaire, dans l'intérêt de conservation de l'objet.